# جيلي فوسين
جيلي فوسين (22 مارس 1989 بلجيكا - ) هو لاعب كرة قدم بلجيكي، يلعب كمهاجم.

## مسيرته الكروية
لعب جيلي فوسين خلال مسيرته الاحترافية مع 6 أندية في ثمانية عشر موسمًا وسجل خلالها 134 هدف ضمن 367 مباراة. حيث فاز في موسمين بالكأس وفي أربعة مواسم بالدوري.
خاض جيلي فوسين مسيرته مع نادي جينك في موسم 2006–07 في المرة الأولى ليلعب معه أربعة مواسم ثم في موسم 2010–11 ليلعب معه خمسة مواسم، مشاركًا طوالها في 193 مباراة سجل خلالها 77 هدفًا. ثم انتقل إلى نادي سيركل بروج في موسم 2009–10 لمدة موسم واحد، حيث شارك في 17 مباراة سجل خلالها 6 أهداف. لينتقل بعدها إلى نادي ميدلزبره في موسم 2014–15 لمدة موسم واحد، مشاركًا في 33 مباراة سجل خلالها 7 أهداف. ثم انتقل إلى نادي كلوب بروج في موسم 2015–16 ليلعب معه خمسة مواسم، مشاركًا في 114 مباراة سجل خلالها 42 هدفًا. هذا وانتقل لاحقًا إلى نادي زولته فاريجيم في موسم 2019–20 لمدة موسم واحد، مشاركًا في 6 مباريات سجل خلالها هدفين.

## وصلات خارجية
جيلي فوسين على موقع الاتحاد الأوربي (الإنجليزية)
- جيلي فوسين على موقع الاتحاد البلجيكي (الإنجليزية)
- جيلي فوسين على موقع قاعدة بيانات كرة القدم.إي يو (الإنجليزية)
- جيلي فوسين على موقع ناشيونال فوتبول تيمز (الإنجليزية)
- جيلي فوسين على موقع Soccerbase.com (لاعب) (الإنجليزية)
- جيلي فوسين على موقع Soccerway.com (الإنجليزية)
- جيلي فوسين على موقع عالم كرة القدم.نت (الإنجليزية)
- جيلي فوسين على موقع AS.com (الإسبانية)